# Ibn Dschinni
Abu l-Fath Uthman ibn Dschinni (arabisch أبو الفتح عثمان بن جني, DMG Abū l-Fatḥ ʿUṯmān b. Ǧinnī; bekannt als Ibn Dschinni / ابن جني / Ibn Ǧinnī; * um 920 in Mossul; † 1002 in Bagdad) war ein arabischer Grammatiker.

## Leben

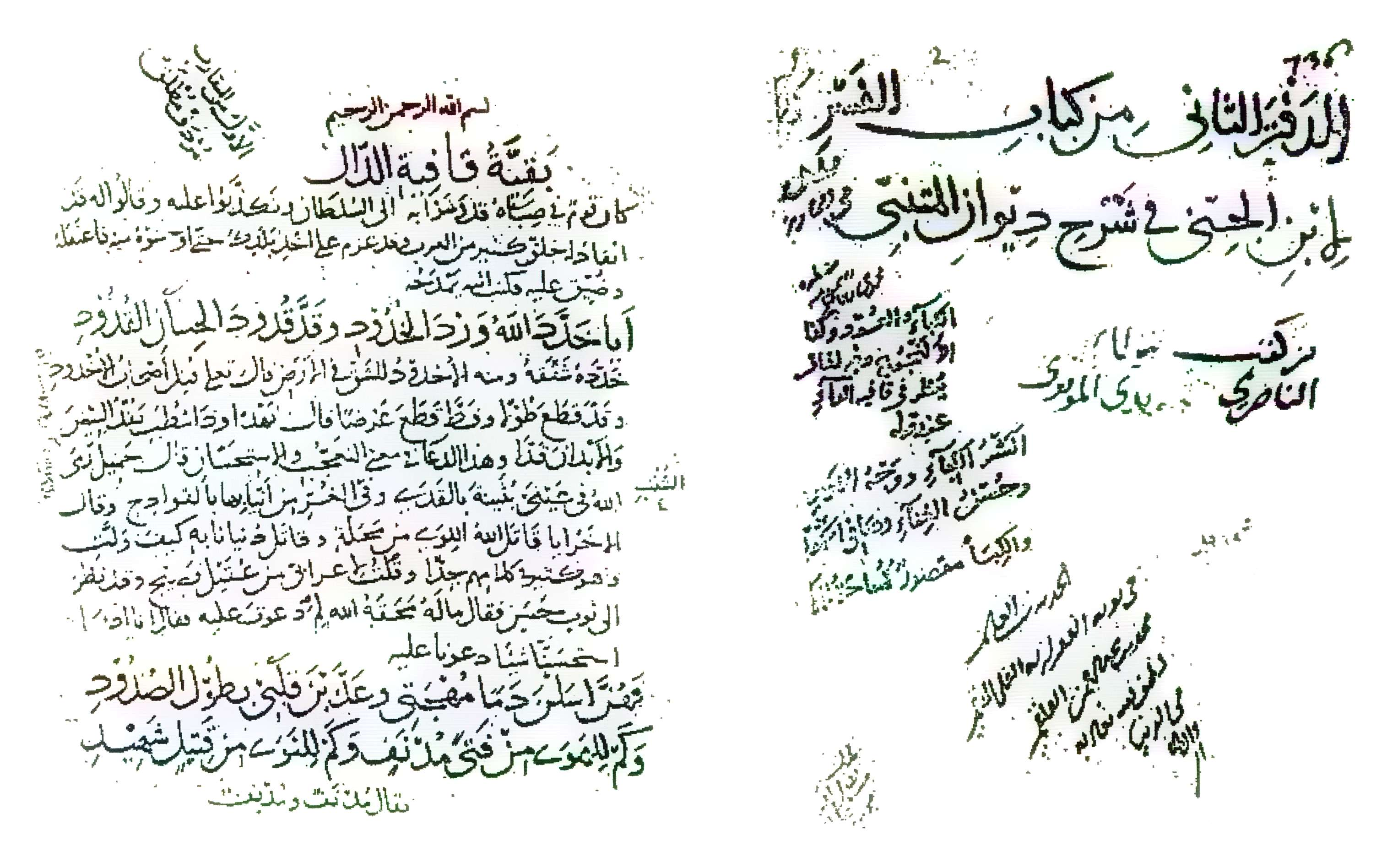
Kommentar des Ibn Dschinni zur Dichtkunst al-Mutanabbis

Ibn Dschinni war der Sohn eines griechischen Sklaven und Schüler des Ahmad ibn Muhammad al-Mausili in Mossul sowie des Abu Ali al-Farisi aus Basra. In Fars hielt er den Staatssekretärsposten Kātib al-inšāʾ inne und unterhielt gute Beziehungen mit al-Mutanabbi.
Als Grammatiker nahm Ibn Dschinni eine Mittelstellung zwischen den Schulen von Basra und Kufa ein. Er gilt als Experte im Feld des taṣrīf (Morphologie und Morphonologie), befasste sich auch mit Phonologie und forschte zum beduinischen Arabisch. Von Bedeutung ist sein Beitrag zur Wissenschaft der Etymologie (al-ištiqāq al-akbar). Ibn Dschinni verfasst zudem auch selbst Gedichte.
Als seine Hauptwerke gelten كتاب الخصائص / kitāb al-ḫaṣāʾiṣ und كتاب سر الصناعة / kitāb sirr aṣ-ṣināʿa. Letzteres Werk gilt als erste vollständig der Phonetik gewidmete Studie der arabischen Sprachwissenschaft, in der auch erstmals die arabische Bezeichnung für Phonetik, علم الأصوات / ʿilm al-aṣwāt, genannt wird.